# Kevin Yakob
Kevin Enkido Yakob, född 10 oktober 2000 i Bergsjöns församling i Göteborg, är en svensk-irakisk fotbollsspelare som spelar för AGF Aarhus.

## Karriär
Kevin Yakob, som är av assyriskt ursprung, inledde sin karriär i Assyriska BK, innan han via IFK Göteborg och Angered FC tog klivet över till BK Häcken som 15-åring. Yakob gjorde allsvensk debut och mål i oktober 2018 i en match mot Dalkurd FF. I augusti 2020 lånades Yakob ut till Utsiktens BK.
I januari 2021 skrev Yakob på ett tvåårskontrakt med IFK Göteborg. I augusti 2022 signerade Yakob ett 5-årsavtal med danska Superligaen-klubben AGF Aarhus.

## Landslagskarriär
Kevin Yakob blev i maj 2018 uttagen i det svenska P00-landslaget till en trenationsturnering på Gotland. Han gjorde sin debut i inledningsmatchen mot Ungern genom ett inhopp. I turneringens andra och avslutande match mot Turkiet gjorde han sitt första landslagsmål. Yakob har noterats för nio matcher i U19-landslaget.